# Acanthosaura aurantiacrista
Acanthosaura aurantiacrista es una especie de lagarto del género Acanthosaura, familia Agamidae, orden Squamata. Su longitud hocico-respiradero es de 119,3-130,1 mm.

## Distribución
Se distribuye por Asia, en Tailandia.

## Hábitat
Acanthosaura aurantiacrista habita en los bosques siempre verdes del norte de Tailandia, en colinas de al menos 600 metros de altura.

## Taxonomía
Fue descrita por Trivalairat, Kunya, Chanhome, Sumontha, Vasaruchapong, Chomngam, & Chiangkul en 2020.
Tratamiento taxonómico
La especie aparece registrada y publicada en Acanthosaura aurantiacrista (Squamata: Agamidae), a new long horn lizard from northern Thailand. Biodiversity Data Journal 8: e48587.